# Michael McCormick
Michael McCormick (* 7. November 1951 in Tonawanda) ist ein US-amerikanischer Historiker. Schwerpunkte seiner Forschungen sind die Geschichte des Frühmittelalters im fränkischen Westen und im byzantinischen Osten, Bevölkerungsgeschichte und die Entwicklung der Ökonomie.

## Leben
Er erhielt seinen Doktortitel 1979 an der Université catholique de Louvain. Von 1979 bis 1991 war er an der Fakultät für Geschichte der Johns Hopkins University tätig, zugleich von 1979 bis 1987 Research Associate (Forschungsmitarbeiter) in Dumbarton Oaks, wohin er 1997 und 2019 als Visiting Scholar zurückkehrte. 1991 kam er an die Harvard University, wo er derzeit Francis-Goelet-Professor für mittelalterliche Geschichte ist.
Seit 2002 ist er Fellow der Medieval Academy of America, 2012 wurde McCormick in die American Academy of Arts and Sciences gewählt. Er ist korrespondierendes Mitglied der Académie des Inscriptions et Belles-Lettres als Nachfolger von Manfred Mayrhofer seit 2014 und der Zentraldirektion der Monumenta Germaniae Historica (seit 2005). Die Académie royale des Sciences, des Lettres et des Beaux-Arts de Belgique nahm ihn 2008 als assoziiertes Mitglied auf.

## Schriften (Auswahl)
- Les annales du haut moyen âge. Turnhout 1975, OCLC 886928976.
- Eternal victory. Triumphal rulership in late antiquity, Byzantium and the early medieval West. Cambridge 1986, ISBN 0-521-26180-5.
- Origins of the European economy. Communications and commerce, A.D. 300–900. Cambridge 2002, ISBN 0-521-66102-1.
- Charlemagne’s survey of the Holy Land. Wealth, personnel, and buildings of a Mediterranean church between antiquity and the Middle Ages. Washington, D.C. 2011, ISBN 978-0-88402-363-0.
- New Light on the ‘Dark Ages’: How the Slave Trade fuelled the Carolingian Economy, in: Past & Present 177 (2002) 17–54.